# Trận Yassıçemen
Trận Yassi Chemen (Tiếng Thổ Nhĩ Kỳ: Yassıçemen Savaşı) là một trận đánh diễn ra tại tỉnh Erzincan, Thổ Nhĩ Kỳ vào năm 1230.

## Bối cảnh lịch sử
Jalal ad-Din là vị vua cuối cùng của Đế quốc Khwarezm. Thực sự, lãnh thổ của Khwarezm đã bị Đế quốc Mông Cổ sáp nhập sau khi họ đánh bại vua cha của Jalal ad-Din. Tuy nhiên, Jalal ad-Din đã gầy dựng một đạo quân nhỏ và tiếp tục chiến đấu. Vào năm 1225, ông triệt binh về vùng Azerbaijan và kiến lập một tiểu quốc xung quanh Maragheh. Mặc dù ban đầu ông thiết lập Liên minh với nhà Seljuk ở Rûm chống lại người Mông Cổ, về sau này, không hiểu vì lý do gì mà ông lại gây chiến với người Seljuk. Thêm nữa, vào năm 1230, ông cất quân chinh phạt Ahlat, (nay thuộc tỉnh Bitlis, Thổ Nhĩ Kỳ) một thành phố văn hóa quan trọng của người Ayyub vào thời đó, dẫn tới Liên minh giữa nhà Ayyub với người Seljuk. Mặt khác, Jalal ad-Din liên minh với Jahan Shah, quan Tổng đốc xứ Erzurum đang nổi loạn chống triều Seljuk.

## Diễn biến trận đánh
Trận đánh này diễn ra ở Yassıçemen nằm ở hướng Tây Erzincan. Jalal ad-Din quyết tâm phải tiến công trước khi quân Seljuk và quân Ayybub hội binh. Tuy nhiên, ông đã quá chậm trễ. Nhà Ayyub trước đó đã phái 10 vạn viện binh đến hội quân với người Seljuk. Vị Tổng chỉ huy của quân Liên minh Seljuk-Ayyub là Sultan Alaaddin Keykubat I nhà Seljuk. Trận đánh đã kéo dài trong suốt ba ngày. Là một vị tướng tài giỏi, Jalal ad-Din đã gần như là đánh tan quân Đồng minh Seljuk - Ayyub trong ngày thừ nhất. Tuy nhiên, sau ba ngày, quân đội của Jalal ad-Din đã bị thất trận.

## Sau trận đánh
Trận này là trận đánh cuối cùng của vua Jalal ad-Din. Quân đội của ông đã bị tận hủy. Trong khi phải giả dạng và tháo chạy, ông bị chỉ điểm và giết chết vào năm 1231. Tiểu quốc của ông cũng sớm bị quân Mông Cổ xâm lược. Sau khi Alaattin Keykubat I qua đời, đến lượt triều Seljuk cũng bị quân Mông Cổ đánh bại vào năm 1243.